# محمد ابوجبل
محمد ابوجبل (عربی: محمد أبو جبل؛ زادهٔ ۲۹ ژانویهٔ ۱۹۸۹) بازیکن فوتبال اهل مصر است.
از باشگاه‌هایی که در آن بازی کرده‌است می‌توان به باشگاه فوتبال انپی و باشگاه ورزشی زمالک اشاره کرد.
وی همچنین در تیم ملی فوتبال مصر بازی کرده‌است.